# トリプーリ・ドッグ
トリプーリ・ドッグ（英：Tripuri Dog）は、インドのトリプーラ高原原産の犬種のひとつである。

## 歴史
トリプーラに古くからいた地犬で、もとはパリア犬を飼いならして改良したものであるといわれている。主にイノシシやシカを狩るのに使われていた。獲物のにおいを追跡し、発見すると攻撃を仕掛けたり噛み留めを行い、自ら仕留める。
19世紀ごろ、原産地で生活様式が劇的に進化し、猟をすることが減ってしまったために需要がなくなり、絶滅の危機に陥っている。他地域から持ち込まれた犬との雑種化も進んでおり、血の存続をも脅かされている。愛好家は存在するが、復元・保存はまだうまく進んでいない。トリプーラ高原とアッサム地方のルシャイ高原以外では飼育されていない、極めて希少な犬種である。
尚、猟犬としての仕事が減りつつある現在、番犬やペットとして飼育されることのほうが多くなってきている。

## 特徴
スピッツタイプとパリアタイプの中間の姿をした犬種である。キツネのようなマズルを持ち、脚と胴は長めで、引き締まった体つきを持つ。耳は小さな立ち耳、尾はふさふさした垂れ尾。コートはショートコートで、顔の部分には飾り毛がある。毛色はブラック・アンド・ホワイトなど。中型犬サイズで、性格は忠実で知的、警戒心が強い。丈夫な体を持ち、遺伝的にかかりやすい疾患はほとんどない。病気にも強い。運動量は多めである。